# Agence centrale de presse
Pour les articles homonymes, voir ACP.
L'Agence centrale de presse (ACP) était une agence de presse française concurrente de l'Agence France-Presse en France, implantée aussi en Belgique et dans plusieurs pays d'Afrique du Nord.
Fondée par deux journalistes socialistes proches du maire de Marseille Gaston Defferre en 1951, au moment des conflits éditoriaux liés à la guerre d'Indochine, elle a réuni jusqu'à une vingtaine de quotidiens régionaux français et fut alliée à partir de 1972 avec l'agence de presse britannique Reuters, alors en très forte croissance. L'ACP employait encore 90 journalistes en 1987 lors de son rachat par le magnat des affaires anglais Robert Maxwell dont l'empire s'écroule en 1991, peu après un premier dépôt de bilan de l'ACP, suivi d'un second et de la fin de son activité en 1993, avant de connaître une éphémère tentative de refondation en 2009.

## Création

### Origine et motivations
L'ACP est fondée en 1951 afin de contribuer au pluralisme de l'information et d'en mutualiser le coût pour la presse, au moment où la France s'enlise dans une guerre d'Indochine devenue impopulaire, malgré le déclenchement par les États-Unis de la guerre de Corée, après l'arrivée au pouvoir du communiste Mao Tsé Toung en Chine en 1949. La longue grève de 1949-1950 contre la guerre d'Indochine, menée par les dockers CGT contre les expéditions d'armes françaises dans une dizaine de ports, a été couverte par la centaine de journaux affiliés à une agence de presse communiste française, l'Union française de l'information (UFI). Mais dès la fin 1949, l'UFI perd des clients à la suite du boycott exigé par Maurice Thorez du match France-Yougoslavie de qualification pour la Coupe du monde de football 1950 et ses clients des lecteurs à la suite du ton virulent imposé par l'UFI, sous influence de Staline, lors de la  répression de l'hiver 1949-1950 contre les opposants en Europe de l'Est.
La guerre d'Indochine provoque aussi des remous durables à l'AFP. Dès avril 1947, le rédacteur en chef et futur élu au comité d’entreprise de l'AFPGilles Martinet est écarté malgré le soutien de ses collègues journalistes,, le directeur général Maurice Nègre, cédant à la demande de l'amiral Georges Thierry d'Argenlieu, commandant en chef pour l'Indochine, qui lui reproche d'avoir refusé de censurer les déclarations et communiqués du Viêt-Minh. Des dépêches de Pierre Guillain, un des rares occidentaux à avoir passé la Seconde Guerre mondiale à Tokyo, au service de l'AFP, auteur de plusieurs scoops annonçant les difficultés françaises en Indochine, ne sont diffusées qu'aux clients étrangers et il part couvrir la décolonisation de l'Inde, où il se fait embaucher par Le Monde. Une grève des salariés de l'AFP ligués contre le PDG Maurice Nègre a obtenu que l'Etat le relève de ses fonctions, mais la décision n'est pas appliquée en raison d'un vice de forme, amenant Maurice Nègre à reprendre ses fonctions au printemps 1950. Après la victoire du RPF aux élections législatives de juin 1951, il licencie Paul Noirot, secrétaire  pour le département de la Seine du Syndicat national des journalistes, qui a rejoint après la scission de 1948 la branche SNJ-CGT, dont il anime la section à l'AFP, en menant une nouvelle grève, son licenciement en déclenchant une troisième et une mauvaise publicité pour l'AFP. Paul Noirot attribue son licenciement à la mainmise sur l'AFP, dont le statut d'indépendance ne sera voté qu'au cours de l'hier 1956-1957, de Georges Bidault, alors ministre des armées et à la tête du MRP, principal soutien à la guerre d'Indochine. 
Deux publications marquées au centre-gauche furent à l'origine de l'ACP dès 1947, sous une forme d'abord réduite. Nord Matin, qui s'appelait à ses débuts dans la Résistance Journal de la Démocratie Socialiste, très diffusé dans le bassin minier du Nord-Pas-de-Calais face au concurrent communiste Liberté, et Le Provençal, racheté par Gaston Defferre, maire socialiste de Marseille depuis 1947, dans un parti alors hésitant et divisé sur les questions coloniales et une ville marquée par la grève des dockers contre la guerre d'Indochine. Ces deux quotidiens de province détenaient depuis 1947 des bureaux parisiens, de dimension très modeste, pour l'information nationale et internationale. L'ACP est fondée  en 1951 pour mutualiser les futurs services parisiens de plusieurs autres journaux sous la forme d'une agence ouverte à tous les journaux, sur le modèle de la Press Association anglaise, publiant des articles utilisés par l’ensemble des partenaires.

### Les deux fondateurs
Les deux journalistes fondateurs, Georges Lustac et Henri Noguères, sont tous deux socialistes, amis et collaborateurs de Gaston Defferre, maire de Marseille, qui occupa des fonctions ministérielles, et ne peut donc pas intervenir directement dans l'ACP mais cherche à limiter les coûts pour son journal. Pour ne pas trop dépendre des grandes agences de presse, il soutient la création de l'ACP. Ex-délégué suppléant à l’Internationale des Jeunesses socialiste, puis membre de la direction technique des services spéciaux (BCRA) à Alger en février 1944, Georges Lustac fut parachuté en France occupée avant le débarquement du 6 juin 1944, où il devint capitaine des FFL puis fut membre des cabinets ministériels de Jacques Soustelle (1945), André Malraux (1946) et Gaston Defferre (1946) mais aussi administrateur de l'hebdomadaire socialiste Gavroche, des éditions Nuit et Jour, ou encore depuis 1946 administrateur de la Sofirad, qui depuis l’Occupation gérait les parts de l'État dans les "radios périphériques" comme Radio Monte-Carlo et plus tard Europe 1.
Marié à la cheffe de cabinet de Gaston Defferre et lui-même chef du service politique du Populaire, quotidien national de la SFIO (parti socialiste ), avant-guerre puis après-guerre, Henri Noguères était de son côté depuis 1946 directeur du journal parlé de la radiodiffusion française puis promu la même année rédacteur en chef du Populaire. Il restera directeur-rédacteur en chef de l'ACP pendant une décennie, participant parallèlement à la fondation d’Europe 1 en 1954. 
Devenu anticolonialiste , Henri Noguères cessa de cotiser à la SFIO en 1956 peu après avoir été rappelé, comme chef de bataillon de réserve, pendant la Guerre d'Algérie, puis fut un des cofondateurs du Parti socialiste autonome (PSA) puis en 1960 du Parti socialiste unifié (PSU) , époque à laquelle il quitte l'ACP.

### Croissance
Aux deux quotidiens fondateurs s'ajoutent rapidement d'autres, comme le Midi-Libre, La Montagne, Les Dépêches de Dijon, ou encore Nice-Matin, non-concurrents du fait d'implantations régionales différentes. Dès janvier 1952, Georges Lustac, copropriétaire de l'ACP avec Henri Noguerès, se fait élire secrétaire général adjoint du Syndicat national de la presse quotidienne régionale, en plus d'être membre de l’Association de la presse démocratique, dirigée par Jean André Meunier, député socialiste de Tours et directeur du quotidien régional La Nouvelle République du Centre-Ouest. Il est par ailleurs en lien étroit avec les institutions de l'opposition : au conseil national de la SFIO en février 1955, il anime un groupe de travail consacré à la presse hebdomadaire de ce parti. 
Le succès immédiat de l'ACP s'est aussi expliqué en partie par la réputation d'agence officieuse qu'entretient alors l'Agence France-Presse au début de la guerre d'Algérie, avant que le parlement ne vote en 1957 une loi imposant à l'AFP un nouveau statut basé sur la neutralité et l'exactitude de l'information.

### Guerre d'Algérie
Durant la guerre d’Algérie,  “avoir tout ce que l’AFP n’a pas” », en particulier les négociations secrètes, selon Guy Claisse, correspondant de l’ACP et d’Europe n1 à Tunis entre 1960 et 1962. Le Figaro et France-Soir s’abonnent et l’ACP sert dès 1962 une quarantaine de journaux provinciaux, au sein d'une presse régionale qui a déjà opéré des fusions.
L'ACP à alors une trentaine de salariés,met en avant ses bureaux d’Alger, de Rabat et Tunis, et trois nouveaux services : politique, économique et sportif. Au même moment, jusqu'à son nouveau statut de 1957, le service de l’AFP est présenté aux États-Unis comme émanant « d’agents d’un gouvernement étranger » jusqu’en 1957 et cette réputation fait le succès de l'ACP.
Selon une thèse de doctorat d'histoire, le succès de l'ACP auprès de clients français vient de la couverture des « événements » d'Afrique du Nord, dans un contexte difficile où la censure s’est installée sur de nombreux aspects de la guerre d’Algérie. L'ACP est témoin direct et d'une certaine façon à l'origine du détournement de l'avion du FLN par l'armée française, événement qui se produit en octobre 1956. Ahmed Ben Bella, Hocine Aït Ahmed, Mostefa Lacheraf, Mohamed Khider et Mohamed Boudiaf, devaient initialement prendre place à bord de l'avion du sultan du Maroc pour se rendre à Tunis, en compagnie d'un photographe, de Tom Brady, du New York Times, Eve Deschamps, correspondante au Maroc de l'hebdo français de gauche France Observateur et Christiane Darbor, du journal Al Istiqlal et Radio-Maroc,. Mais on les fait monter dans un quadrimoteur de la compagnie Air Atlas puis à bord d'un Dakota de la Compagnie chérifienne de transports aériens, avion plus exposé aux chasseurs Mistral français qui surveillent le ciel d'Afrique du Nord et obligent le Dakota à se poser sur l'île de Majorquepuis à Alger sur la base militaire de Maison-Blanche où le cernent une compagnie de CRS et des policiers en civil très nombreux. Les dépêches de l'ACP, installée rue de Caumartin, dans le quartier de l'Opéra à Paris, ont donné de nombreux détails les jours précédents. 
Maurice Buttin, l’avocat de l’opposant marocain Ben Barka, assassiné plus tard à Paris, défendra la thèse d'un «arrangement» entre le prince héritier Hassan II et le gouvernement français dans ce détournement de l'avion du FLN.
À la suite cet événement, le FLN se voit assuré de recevoir une aide puissante de l'Égypte, de la Tunisie et du Maroc, mais n'a plus aucun dialogue direct avec la France. Le président du conseil français, le socialiste Guy Mollet est furieux car cette opération s'est faite sans qu'il ait été informé, d'autant que les négociations engagées secrètement à Rome avec le FLN sont rompues.
Conséquence de cette opération, selon de nombreux observateurs, la France se retrouve condamnée à une victoire militaire totale ou à l'abandon de l'Algérie. L'ACP a ensuite recueilli une déclaration du prince Moulay Hassan, fils aîné du sultan du Maroc, affirmant que contrairement à ce qu'a dit  Guy Mollet, son père n'a jamais reçu d'avertissements solennels du gouvernement français à propos de ses contacts avec le FLN. L'ACP continue à être très bien informée, souvent avant l'AFP, grâce à se sources multiplis: début 1958 c'est elle qui révèle que Jean de Preux et Georg Hoffmann, les délégués du CICR ont franchi de nuit la frontière algéro-tunisienne entre Ghardimaou et Aïn-Draham afin de rencontrer les  quatre Français prisonniers des rebelles depuis l'affaire de Sakhiet-Sidi - Youssef puis leur retour à Tunis, et le fait que le FLN confirme leurs contacts avec eux.

### Années 1960
La croissance de l'ACP s'est poursuivie dans les années 1960 et s'est traduite par des implantations à Bruxelles, Alger, Rabat, Tunis, ces dernières ayant commencé dès la décennie précédente, afin de suivre l’information dans les pays concernés et d'y vendre des services à la presse francophone.

#### Implantation à Bruxelles, Alger, Rabat, Tunis
L'ACP emploie à la fin des années 1950, en plus de son correspondant dans tous les journaux de province, une trentaine de journalistes, après avoir ouvert ses propres bureaux en Afrique du nord, à Alger, Rabat, Tunis, dans trois pays qui viennent de conquérir leur indépendance, mais aussi à Bruxelles. Innovante, en proposant aussi de nouvelles informations politiques, économiques et sportives, elle se veut plus une agence de complémentaire que réellement concurrente de l’AFP, à laquelle est abonnée. Le Figaro et France-Soir, mais aussi une vingtaine de journaux de province paient l'abonnement à l'ACP..
Pour l'ACP l'implantation à Bruxelle répond à la création des instances européennes à Bruxelles et Pierre Guillemot, ex-correspondant de guerre au sortir du conflit mondial 39-45, puis journaliste au Maroc, est chargé en 1960 de fonder le bureau de l'ACP pour y couvrir les activités communautaires. Il est en même temps correspondant de plusieurs radios francophones ainsi que de journaux britanniques et sera ensuite en 1964 nommé rédacteur en chef du bureau de l’ACP à Paris.

#### Scoop des années 1960
À la fin des années 1960, l'ACP révèle plusieurs scoops :
- En plein Mai 68, c'est une dépêche de l'ACP qui révèle que le général de Gaulle a quitté l'Élysée un peu avant midi le 29 mai, sans donner aucune destination précise et lançant les spéculations sur ses entretiens avec des dirigeants de l'armée française[23] ;
- Dans l'après-midi du 26 décembre 1969, l'ACP révéle en exclusivité mondiale le départ des chantiers Félix Amiot, dans la nuit de Noël, de cinq vedettes achetées par Israël, en violation d'un embargo décrété par le général de Gaulle. Le journal régional La Presse de la Manche avait eu l'information le premier et pouvait la révéler le matin du 26 décembre, mais son PDG Marc Giustiniani s'y refusa, contre l'avis de sa rédaction, prétextant ses liens personnels avec le constructeur.

### Années 1970
L'Agence centrale de presse a été portée au cours de la décennie des années 1970 par une alliance avec l'Agence Reuters, qui connait alors la plus forte croissance de toutes les agences de presse.

#### Offensive sur le marché de l'AFP
Au début des années 1970, lors du premier choc pétrolier, les difficultés financières de nombre de grands journaux incitent à remplacer l'AFP par l'ACP. L'AFP est alors « parfois critiquée par des journaux-abonnés parisiens », pour sa couverture des événements de mai-juin 1968, jugée trop favorable au pouvoir gaulliste alors que les radios dites périphériques sont à la pointe de l'actualité. L'AFP,avait au contraire eu durant la guerre du Vietnam l'avantage d'être « la seule parmi les grandes agences à disposer d’un bureau à Hanoï, ce qui était interdit aux agences US, AP et UPI, et à RTR ». Le Canard enchaîné et Le Monde aimaient à cette époque présenter l’AFP comme « la voix de la France », en donnant des « exemples à l’appui ». 
Meilleur marché, plus diverse dans son contenu, l'ACP a pour la première fois dix clients en 1973, ce qui occasionne un manque à gagner de 1,7 million de francs. L'AFP doit alors s'adapter, diversifier le contenu de ses dépêches, alors qu'une étude sur les informations politiques dans quatre quotidiens français (Le Monde, France-Soir, Le Figaro et L'Humanité) montre qu'elles cèdent souvent la place aux informations culturelles. C'est aussi l'époque où le quotidien Libération, qui vient de naître, ferme l'Agence de presse APL, pour se concentrer sur ses dépenses de fonctionnement propre. L'AFP embauche alors 5 personnes dans le domaine de l'actualité sociale.

#### Accord avec Reuters
Un accord de l'ACP avec l'agence de presse britannique Reuters, pour lui fournir des nouvelles françaises, préparé les années précédentes, devint opérationnel en 1972, au moment de l’expansion des cambistes, traders, et banquiers d'investissement cherchant à s’équiper en terminaux et dispositifs de traitement de données, apportant des recettes permettant aux agences de presse de financer la collecte d'informations. 
Le 29 avril 1969, une dépêche Reuters rédigée à Paris avait alarmé Israël et les milieux juifs en France, en plus de déplaire au président du Sénat Alain Poher, candidat à la succession du Général de Gaulle, qui avait peu avant démissionné après avoir perdu un référendum. La dépêche cite une personnalité de la délégation française aux Nations unies ayant affirmé, à New York et devant de nombreux journalistes, que cette défaite du referendum venait du fait que des milieux pro-israéliens dépensèrent beaucoup pour influencer le vote. Le Nouvel Observateur du 5 mai et le journaliste de la presse britannique John de Saint Jorre révèlent ensuite que ces propos sous couvert de l'anonymat émanaient de l’ambassadeur de France auprès des Nations unies, Armand Bérard, qui peu après a atteint l’âge de la retraite.
La décision du président américain Richard Nixon de laisser flotter le cours du dollar, mettant fin aux accords de Bretton Woods de 1944, avait ensuite créé un marché mondial des devises pour les traders, client des terminaux Monitor de Reuters, et les nouvelles économiques et financières transitant à travers le double filtre des traductions et de la circulation des informations d’un service à l’autre de l’agence britannique. 
Le bureau parisien de Reuters emploie à cette époque dix à vingt personnes, au tournant des années 1960-70, mais son échelle augmente en décembre 1971, quand Reuters rompt pour la première fois depuis 1944 ses accords avec l'AFP, qui lui procurait l'accès aux nouvelles françaises, quatre ans après l'avoir fait avec l'agence américaine Associated Press. Cette décision l'oblige à trouver des solutions pour la couverture de l’actualité française comme ce fut le cas pour la couverture de l’actualité américaine après 1967. L'agence britannique se repose alors sur des partenariats avec des entreprises françaises du secteur, notamment l’ACP. Un bureau de Reuters est ainsi transféré à Paris, doté d'effectifs renforcés. La France connait alors un bouillonnement de projets d'agence, rappelant chez les journalistes la « multiplications des associations corporatives et de leurs adhérents dans la dernière décennie du XIXème siècle en France ».
Reuters a aussi un réseau de contributeurs journalistes dans la presse quotidienne et lui fait « confiance » pour des informations de valeur internationale, notamment pour « affronter un contexte diplomatique pas toujours favorable ». Parmi eux, « comme informateur politique de premier plan », le journaliste expérimenté André Passeron, entré au Monde en 1960, qui lui fournit des informations politiques « depuis l’Elysée, Matignon et l’Assemblée, devançant même parfois les accrédités de l’AFP », mais également par ailleurs des « éléments d’éclairage et d’interprétation ». 
En mars 1972, un premier abonné de la presse de province, le quotidien La Liberté de l'Est, basé à Épinal, quitte l'AFP pour s’abonner au service Reuters–ACP, sur fond de « pourparlers avec d’autres partenaires français en vue du lancement d’une agence française d’images, voire de films d’actualité », mais qui finalement « n’aboutirent guère ». Au total, une vingtaine de clients de l'AFP se désabonnent à cette période pour souscrire au nouveau service Reuters–ACP.
Deux journalistes du bureau parisien de Reuters, Gerald Long et Jonathan Fenby, fort du prestige de l'agence de presse britannique, alors en pleine croissance, assument ensuite « un rôle essentiel dans la mobilisation de la presse dite occidentale contre l’UNESCO », qui souhaite alors ériger un nouvel ordre mondial de l’information et de la communication (le NOMIC), amenant les « agences de presse mondiales, acteurs-clés de la circulation transnationale des informations », à vigoureusement s’y opposer pour ne pas devenir « des boucs émissaires ». Finalement, la présidence giscardienne, à partir de 1974, se révèle « bien plus interventionniste » que ne l’avait été auparavant celles du général de Gaulle et son successeur Georges Pompidou, selon Jonathan Fenby, qui travaille comme journaliste et directeur de bureau pour Reuters à Paris, de novembre 1968 à 1974, contexte qui renforce encore l'attractivité des concurrents de l'AFP dont fait partie, au premier rang, le tandem Reuters–ACP.
L'ACP va ensuite elle-même tisser un réseau de relations étroites avec des agences spécialisées de dimension plus modeste dont elle est souvent la principale cliente.

### Années 1980
L'Agence centrale de presse a réfléchi sur son modèle d'expansion au cours de la décennie des années 1980 car la valorisation obtenue par l'Agence Reuters lors de son introduction à la Bourse de Londres en 1983-1984, jusque là sous statut coopératif, était très élevée, grâce à la très forte croissance dans les données financières a été suivie de près par toutes les autres agences de presse.

#### Projet d'expansion dans les données en 1983
L'Agence tente de faire appel à RTL en 1983, alors que la plupart de ses treize actionnaires sont encore des journaux régionaux, et que le second choc pétrolier puis la crise monétaire en France de 1983 l'ont mise en grande difficulté. Dirigée par Paul Braunstein l'ACP employait 72 personnes au siège à Paris en 1982, dont une soixantaine de journalistes, auxquels s'ajoutent les correspondants de province. Sa réputation est d'être plutôt de gauche et rigoureuse sur le traitement de l'information. Deux tiers de son capital est détenue par un "groupe Defferre" de centre-gauche dont 36,75 % pour André Poitevin, PDG de l'ACP et du Provençal, journal qui détient 23,5% des parts à lui seul, mais l'ACP ne s'en revendique « pas moins totalement indépendante ». 
L'agence subit cependant au cours des premiers mois de l'année 1983 quelques non-réabonnements de journaux régionaux clients et se soucie des nouvelles technologies déployées dans la presse en France comme la télématique, et les banques de données, alors que se lance l'usage du Minitel. Il faut attendre 1986 pour que l'AFP commence la diffusion de ses services par Minitel, son PDG Henri Pigeat ayant aussi décidé fin 1984 de créer un service mondial de téléphoto (d'abord jugé non rentable) puis en 1988 d'un service d'infographie.
Le groupe constitué par le quotidien marseillais Le Provençal, au sein duquel est intégrée l'ACP, avait lui-même créé en 1982 plusieurs banques de données d'articles en texte intégral avec le logiciel Docu/Master, à partir des différents titres et sociétés du groupe : Le Provençal, Le Méridional, Var-Matin et la production de l'ACP. Cette dernière s'est fait alors une spécialité dans les pages entières toutes composées (page magazine, page médicale, page du sourire, page des enfants) qu'elle envoie chaque semaine.
Le 31 mars 1983, de nombreux représentants de journaux de province, clients de longue date l'ACP, sont réunis à Paris, afin d'estimer s'ils pourraient participer au redressement financier. Ils expriment le souhait que l'AFP ne puisse disposer d'un monopole de l'information à la source en France, et acceptent le principe d'un « certain réajustement des tarifs » de l'ACP tandis que leur est proposé une augmentation de capital, sous condition de pouvoir avoir accès aux comptes d'exploitation de l'ACP. 
Parmi les scénarios évoqués, une participation minoritaire de RTL et RMC, avec qui l'ACP a entamé des négociations depuis plusieurs semaines, à cette augmentation du capital. RTL est alors déjà actionnaire dans la presse écrite, du quotidien dijonnais Le Bien public et du magazine spécialisé Télé-Star. Mais ces négociations n'aboutissent pas, l'ACP n'obtenant finalement ni l'appui des pouvoirs publics, ni celui de ses principaux clients. Ceux-ci sont également soucieux de l'avenir de l'AFP, qui applique au milieu des années 1980 un plan de restructuration drastique décidé par son PDG Henri Pigeat et souhaité par les quotidiens régionaux clients de l'AFP, dont le budget est vingt fois plus élevé que celui de l'ACP, à 553 millions de francs. Le 27 mai 1986, les administrateurs de l'AFP découvrent que le déficit pour 1985 est de 63,6 millions de francs au lieu des 40 millions prévus. La hausse du dollar, monté à dix francs, ayant renchéri le coût des bureaux à l'étranger et le PDG Henri Pigeat annonce 300 suppressions d'emplois sur 1900, le 8 juillet 1986, dont 150 sur 700 chez les journalistes (22 % du total), ce qui déclenche une longue grève.

#### Rachat par  Robert Mawwell en 1987
Après deux recapitalisations en 1983 et 1986, l'ACP a été reprise en 1987 par Ian Maxwell, fils du magnat des affaires anglais Robert Maxwell, propriétaire d'un empire de presse au Royaume-Uni. 
Le groupe Maxwell prend 60% du capital de l'ACP mais 12,5% de celui de la châine de télévision TF1. L'ACP est alors constituée de 120 salariés dont 90 journalistes, mais la transaction s'effectue pour le montant modeste de 20 millions de francs,. Ce dernier est alors, avec Francis Bouygues, le principal actionnaire de la chaîne de télévision TF1 et projette la création d'un nouveau groupe de presse hexagonal.

#### Les guerres Iran-Irak et d'Afghanistan couvertes par Didier François
Lorsque le quotidien français fondé en 1977 par Claude Perdriel, Le Matin de Paris est en dépôt de bilan le 6 mai 1987 son grand reporter Didier François, spécialisé dans le traitement des conflits armés en Afrique, Amérique centrale, et au Proche Orient, rejoint l'ACP comme grand reporter, suivant notamment la guerre en Afghanistan ou entre l'Iran et l'Irak.

#### Le déficit se creuse en 1989
Deux ans après la reprise par Robert Maxwell, le nombre de journalistes a été réduit d'une vingtaine, mais l'ACP vit une situation extrêmement critique à la fin de l'année 1989 et les conflits avec l'actionnaire obscurcissent l'avenir. Une grève-éclair, suivie par les 71 journalistes de l'ACP est alors déclenchée par les syndicats à laquelle Robert Maxwell répond en annonçant son intention de retirer son investissement. Les journalistes se voient finalement contraints de reprendre le travail au bout de quatre jours mais le principal actionnaire refuse de continuer à financer le déficit de l'ACP qui atteint 20,5 millions de francs pour un chiffre d'affaires de 31,7 millions  de francs en 1988 puis enregistrait au 30 septembre 1989 des pertes de 25,6 millions de francs. Après avoir déposé son bilan, l'ACP se retrouve en cessation de paiement à partir du 1er novembre 1989.

### Années 1990

#### Reprise deux mois après la liquidation judiciaire de 1990
Les difficultés s'aggravent, sur fond de flambée des cours de l'énergie lors des préparations de la Guerre du Golfe, avec la première invasion de l'Irak par les États-Unis, lors de l'hiver 1989-1990. À la mi-novembre 1989, un dépôt de bilan est déclenché en raison du fait qu'il y a 105 millions de passifs pour 20 millions d'actifs seulement. Une procédure de redressement judiciaire est ensuite lancée en février 1990. En mars, les pouvoirs publics se « disent tout particulièrement attachés au pluralisme des sources d'information, garantie indispensable de l'exercice de la démocratie », en accordant « une grande importance à l'existence et au maintien d'une deuxième agence d'information en France », en réponse à une question écrite de Pierre-Christian Taittinger au Sénat. Le gouvernement accorde à l'ACP une aide exceptionnelle de 2,5 millions de francs pour « donner aux différents partenaires le temps d'analyser les causes de la crise ». 
Malgré cela, l'ACP est mise en liquidation judiciaire par le Tribunal de commerce de Paris le 1er avril 1990 car un premier projet de reprise par René Tendron, reste seul en lice, mais n'est pas avalisé par le Tribunal de commerce faut de solidité financière suffisante du repreneur. La dernière dépêche est - dans un clin d'œil - indexée avec le mot « prévision ».
Cette liquidation judiciaire est cependant très courte: dès le 13 juin 1990 on apprend qu'un accord a été trouvé entre René Tendron, dirigeant de Telpresse (qui compte déjà 30 salariés) et Robert Maxwell le premier prenant 51 %, Maxwell Media 34 % et la SOCOMA 15 %. Cette dernière est la principale entreprise de manutention sur le port de Marseille, contrôlée par un ancien collaborateur de Gaston Defferre. Les trois parties se félicitent d'un accord qui « sauvegarde le pluralisme des sources d'information en France », pour une « agence de presse complémentaire et non concurrente des grandes agences », qui reconnait qu'elle connaissait à la fin 1989 un déficit d'exploitation de 27,9 millions de francs pour un chiffre d'affaires de 24,6 millions de francs. Tendron reprend 20 salariés de l'ACP, et 20 autres sont repris directement par Telpresse.

#### Rachat duJournal des Finances
La reprise de l'ACP par un groupe d'investisseurs menés par René Tendron, qui souhaite développer l'information financière autour de son groupe Telpresse, se fait au prix d'un lourd endettement, consécutif aux autres acquisitions de René Tendron. Huit mois après le rachat de l'ACP, il achète en février 1991, le Journal des Finances. Le groupe de René Tendron veut alors renforcer ses fonds propres par une augmentation de capital de 150 millions de francs afin de financer cette acquisition et celles de nouveaux titres ainsi que des prises de participations dans d'autres entreprises de presse. GAN, Europar, la Banexi, la sociéte de developpement Centrest et le Crédit Mutuel en sont les principaux actionnaires mais l'augmentation de capital de 150 millions de francs, plusieurs fois reportée au début des années 1990, n'aura finalement jamais lieu. Après le rachat du Journal des Finances, le groupe totalise 130 salariés et un chiffre d'affaires annuel de 100 millions de francs que René Tendron veut doubler en quatre ans. L'ACP s'installe dans l'immeuble de Maxwell rue du Sentier, dans le quartier de la Bourse, et table sur un chiffre d'affaires de 16 millions de francs la première année pleine et 30 millions de francs à la cinquième. Mais l'agence dispose de peu de moyens : 18 millions de francs dont seulement 5 millions de francs en capital (5 autres sur les comptes-courants des associés, et 8 provenant d'un emprunt participatif CEPME).
L'agence est renommée ACP-Telpresse et lance 6 nouveaux fils en 1990-1991 ainsi qu'un fil dédié aux collectivités locales. René Tendron a présenté la chronique boursière télévisée, depuis le début des années 1980 en alternance avec François Donati, retransmise depuis le Palais Brongniart à la fin du journal télévisé de 13 h de TF1. En 1991, il crée BFM (Business FM) puis en 1992 BFM Business, qui sera rachetée en 2002 par Alain Weill.
La nouvelle ACP dispose alors de 70 journalistes. René Tendron est par ailleurs PDG du Journal des finances et de plusieurs fils d'information régionaux, en plus d'avoir récemment racheté à l'agence de presse britannique Reuters, un service de télévision. L'ensemble du groupe réalise alors 100 millions de francs de chiffre d'affaires environ mais seul le Journal des finances est à l'équilibre.
Le groupe Maxwell revend ses 34 % du capital en septembre 1991 aux autres actionnaires de l'agence (Telpresse et la SOCOMA). À l'issue de l'opération, Telpresse détient près de 80 % du capital de l'ACP.

#### Restructuration manquée et liquidation judiciaire
La longue et profonde crise monétaire et boursière du début des années 1990, amplifiée par les problèmes d'inflation causés par la réunification allemande fait grimper les taux d'intérêt et paralyse l'économie, ce qui met en difficulté le groupe Telpress, qui inclut plusieurs titres de presse écrite (Journal des finances, Eurovaleurs, Epargner). En octobre 1992, après de nouvelles pertes, une augmentation de capital de 25 millions de francs est nécessaire, mais celle-ci ne pourra se concrétiser, à la suite de la démission de la majorité des membres du conseil de surveillance, qui refusent de souscrire à l'augmentation de capital initialement prévue, finalement portée à 36 millions de francs, ce qui suspend la mise en place d'un plan de relance des activités du groupe Telpresse, prévoyant une quarantaine de licenciements. 
Plusieurs actionnaires publics et parapublics ont alors changé d'avis (Centrest, Europar, GAN, GMF, Clinvest). René Tendron est ainsi « pris en étau entre ses propres difficultés et les déboires de son principal actionnaire, la société de développement régional Centrest », pivot du bloc de contrôle Centrest-Europar-GAN (70 % du capital), commente le quotidien Les Echos et il doit « entamer la procédure visant à la nomination d'un administrateur provisoire », même si plusieurs partenaires financiers de Telpresse ne cachent pas leur déception par rapport aux « projets de développement ambitieux » de René Tendron. Puis c'est le dépôt de bilan et la nomination d'un administrateur judiciaire en octobre 1992. 
Le groupe de René Tendron est alors fragilisé, notamment lorsque lui-même « change d'actionnaires » en janvier 1993 . En 1993, Telpresse est encore en difficulté et René Tendron quitte le groupe qu'il a créé sur fond de désaccord entre actionnaires. 
L'ACP est placée en liquidation judiciaire le 5 juillet 1993 par le tribunal de commerce de Marseille et ses activités sont suspendues le 15 juillet.

### Années 2000

#### Le projet éphémère de Christian Ciganer-Albeniz
Plus de quinze ans après, Médiapart révèle en 2009 qu'un projet de renaissance est à l'oeuvre, sur fond de montée en puissance de l'Internet fragilisant l'oligopole des vieilles agences "télégraphiques". Cette perspective semble inquiéter l'AFP, qui revendique alors les positions de «première agence de presse francophone» et «troisième agence mondiale» car l'ACP fut sa principale concurrente sur le marché national. Une partie des clients de l'AFP dans la presse écrite, notamment la presse régionale, s'interroge alors sur l'intérêt d'être abonnés à l'AFP. Les journaux de l'Est de la France du groupe Ebra, propriété du Crédit Mutuel viennent à cette occasion d'obtenir une baisse de leurs tarifs, d'abonnement, mais «La Provence» estime aussi pouvoir se passer de l'AFP, rapporte Médiapart.
Sur demande de l'AFP, le cabinet d'avocats Jolly, spécialisé dans le droit de la propriété industrielle, a écrit à un particulier, Christian Ciganer-Albeniz, qui avait déposé le nom ACP, estimant que ce nom présente d'importantes similitudes visuelles et phonétiques avec celui de l'AFP, révèle Médiapart. Pierre Louette PDG de l'AFP adresse alors le 31 juillet 2009 à Médiapart un droit de réponse affirmant qu'il est simplement dans une démarche de protection de ses marques et dément toute volonté de l'AFP de s'opposer à une “renaissance de l'ACP”.
Pdg de la Compagnie financière de Constance et frère de Cécilia Ciganer-Albeniz, ancienne épouse de Nicolas Sarkozy, Christian Ciganer-Albeniz dirige alors le groupe Imacom, qui regroupe plusieurs agences de presse de photos et d'illustration (DPPI, Sunset, Visual et Alamo) et réalise un chiffre d'affaires de plus de huit millions d'euros par an. Son projet est « réinventer la relation entre journalistes et médias dans un contexte de crise historique et de mutation de la presse écrite » en faisant de l'ACP une plate-forme éditoriale en ligne où journalistes et photographes proposeraient leur production aux médias. Au cours d'une conférence de presse tenue en septembre 2009, le rédacteur-en-chef Judikaël Hirel vante un « réseau de contributeurs (...) limité à 1 500 personnes (...) pour des raisons techniques et éditoriales », chargé de compléter les contributions de pigistes recherchant des revenus supplémentaires en visant des clients prêts à payer un abonnement fixe annuel de 5 000 euros, en plus d'un paiement pour chaque article. Mais au mois d'août 2011, la société est mise en liquidation judiciaire à cause de l'insuccès de la formule.

## Journalistes ayant travaillé à l'ACP
- André Laurens, jeune journaliste à l'ACP[59],[60], qui entra au Monde où il a fini directeur.
- Laurent Mauduit, journaliste à l'ACP puis à Libération puis chef du service entreprises et marchés du Monde, cofondateur de Médiapart.
- Florence Couret, journaliste à l'ACP de 1984 à 1989 aux rubriques éducation puis politique, nommée directrice adjointe de la rédaction du quotidien La Croix en 2014[61].
- Pierre Guillemot, correspondant de la Seconde guerre mondiale, reporter au Maroc, fondateur du bureau de l'ACP à Bruxelles en 1960, puis nommé rédacteur en chef du bureau de l’ACP à Paris en 1964, a aussi été auteur de roman policier, de roman d'espionnage et de roman de guerre.
- Patrick Jarreau,  rédacteur en chef de l'ACP puis chef du service politique du Monde.
- Didier François, cofondateur de SOS Racisme, entré en 1986 comme journaliste au Matin de Paris puis à l'ACP[62].
- Philippe Laubreaux, secrétaire général du Syndicat des journalistes français CFDT.
- Paul Nahon, journaliste à Envoyé spécial sur France2.
- Lionel Duroy, écrivain.
- Jean-Pierre Farkas, nommé directeur de la rédaction de l'ACP en 1987[63] après avoir été grand reporter à Paris-Match (1973), puis rédacteur en chef de Combat (1974).
- Georges Malbrunot, grand reporter au Figaro auteur de livres sur le Proche-Orien[64].